# Hollandale (Mississippi)
Hollandale é uma cidade localizada no estado americano de Mississippi, no Condado de Washington.

## Demografia
Segundo o censo americano de 2000, a sua população era de 3437 habitantes.
Em 2006, foi estimada uma população de 3118, um decréscimo de 319 (-9.3%).

## Geografia
De acordo com o United States Census Bureau tem uma área de
5,8 km², dos quais 5,8 km² cobertos por terra e 0,0 km² cobertos por água. Hollandale localiza-se a aproximadamente 31 m acima do nível do mar.

## Localidades na vizinhança
O diagrama seguinte representa as localidades num raio de 32 km ao redor de Hollandale.